# Stanisław Wiechowicz

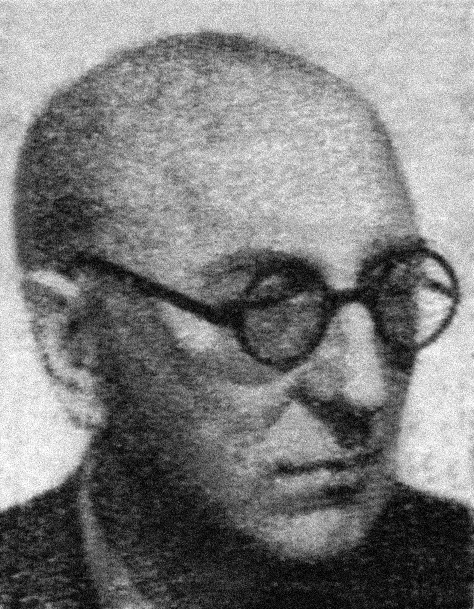
Stanisław Wiechowicz

Stanisław Wiechowicz (* 27. November 1893 in Kroczice bei Kielce; † 12. Mai 1963 in Krakau) war ein polnischer Komponist.

## Leben
Nach dem Abschluss des Gymnasiums studierte Wiechowicz von 1908 bis 1911 Orgel am Konservatorium der Musikgesellschaft in Krakau, danach (1912–13) Musiktheorie und Komposition am Institut von Émile Jaques-Dalcroze im Festspielhaus Hellerau bei Dresden. Schließlich studierte er von 1914 bis 1916 am Konservatorium Sankt Petersburg.
Von 1918 bis 1921 unterrichtete er an der Schule seiner Frau Walentyna Szaposznik-Wiechowicz in Charkow. Nach seiner Rückkehr nach Polen wirkte er in Posen als Leiter verschiedener Chöre und Musikrezensent. 1921 wurde er Lehrer an der Staatlichen Musikakademie, 1923 Lehrer für Musiktheorie am Staatlichen Konservatorium der Stadt. In den Jahren 1926–27 vervollkommnete er seine eigene Ausbildung an der Schola Cantorum in Paris. Nach dem Erwerb des Diploms für Komposition an der Musikhochschule Warschau 1931 unterrichtete er Komposition am Konservatorium Posen.
In der Zeit des Zweiten Weltkriegs betätigte sich Wiechowicz als Anwalt, arbeitete auf musikwissenschaftlichem Gebiet und gab privaten Unterricht. Nach dem Krieg wurde er Professor für Komposition, Dekan der pädagogischen Fakultät und Prorektor der Musikhochschule Krakau. Zu seinen Schülern zählten Krzysztof Penderecki, Lucjan Kaszycki, Juliusz Łuciuk und Krzysztof Meyer. 1939 wurde er für sein kompositorisches Werk mit dem Nationalpreis für Musik ausgezeichnet, 1948 gewann er bei den Kunstwettbewerben der Olympischen Sommerspiele in London mit der Kantate Kantatę żniwną (olimpijską) eine Bronzemedaille. 1953 erhielt er den Preis des polnischen Komponistenverbandes, 1961 den Preis des Ministers für Kultur und Künste für List do Marc Chagalla.

## Werke
- Widmo (We śnie mi się jawi) für Stimme und Klavier, 1918
- A że zapomnieć ciebie muszę für Stimme und Klavier, um 1920
- Pocałunek (Słodko usta ustom rade) für Stimme und Klavier, um 1920
- Czego ty bledniesz für Stimme und Klavier, 1921
- Babie lato sinfonische Dichtung für Orchester, 1922
- Na polu wiśnia für gemischten Chor, 1922
- Kiedy będzie słońce i pogoda für Frauenchor, 1922
- W olsynie, w gęstej krzewinie für gemischten Chor, 1922
- Kołysanka (Uśnijże mi, uśnij) für gemischten Chor, 1922
- Przedzierzgnę się siwą gołębicą für gemischten Chor, 1922
- Gdzie mi się podziały tulipany für gemischten Chor, 1922
- Z tamtej strony rzeki für gemischten Chor, 1922
- Moja Kasiu, moja droga für gemischten Chor, 1923
- Matulu moja, Krakowiak für gemischten Chor, 1923
- Inom cie uwidzioł für Männerchor, 1923
- Chodziła po sieni, Wiegenlied für gemischten Chor, 1923
- Z tamtej strony jeziora für Männerchor, 1923
- Nie chcę cię Kasiuniu für gemischten Chor, 1923, für Sinfonieorchester 1924, für Stimme und Klavier 1935
- Karafiol (Jestem sobie chłopak młody), Soldatenlied für Männerchor, 1923
- W dzikim boru für gemischten Chor, 1923
- A siadajże na wóz für gemischten Chor, 1923, für Streichorchester 1924
- Maciuś für Männerchor, 1923
- Deszczyk pada für gemischten Chor, 1923
- Wysła na pole für gemischten Chor, 1923
- Pragną oczki für gemischten Chor, 1923, für gemischten Chor und zwei Klaviere 1943
- Oj jeno ja na wojenkę pojadę für gemischten Chor, 1923
- Wdycki, wdycki für gemischten Chor, 1924 na chór mieszany (1924)
- Matulko moja für Männerchor, 1924
- Kto ma szwarną żonę für gemischten Chor, 1924
- Śniło mi się śniło für Männerchor, 1924
- A te rudzkie dziewki für gemischten Chor, 1924
- Wyszła dzieweczka für Männerchor, 1924
- Jenoch jednego braciszka miała für gemischten Chor, 1924
- Koniarze, koniarze für gemischten Chor, 1924
- Miałam ci ja pierwszego für Männerchor, 1924
- Jestem ja dzieweczka für gemischten Chor, 1924
- Z tamtej strony przeory für gemischten Chor, 1924
- Leciały gęsi für Männerchor, 1924 oder gemischten Chor oder doppeltes Streichquartett 1945
- Na koniczka wsiadał für gemischten Chor, 1924
- Służyłam u pana für gemischten Chor, 1924
- Ach biada mnie für Männerchor, 1924
- Kiedym ja szedł für Männerchor, 1924
- Ach na polu für Männerchor, 1924
- Chodziłem ja po grobelce für Männerchor, 1924
- Nie wiedziała co czyniła für gemischten Chor, 1924
- Wyleciał mi ze krza für gemischten Chor, 1924
- Żenie pastereczka für Männerchor, 1924
- Bez wodę koniczki für gemischten Chor, 1924
- Jakech ja konie pasł für Männerchor, 1924
- Miałam ci ja kochaneczka für gemischten Chor, 1924
- Pojedziemy na gon für Männerchor, 1924
- Oj dziewczę, dziewczę für gemischten Chor, 1924
- Deszcz idzie für gemischten Chor, 1924
- Jak ja ciebie für gemischten Chor, 1924
- Stoi lipka für gemischten Chor, 1924
- Krakowski mosteczek für gemischten Chor, 1924
- Śniło się Marysi für gemischten Chor, 1924
- U mej matki für gemischten Chor, 1924
- Jak się będę wydawała gemischten Chor, 1924
- Kolędziołki beskidzkie für Frauenchor, 1925
- Kołysanka (Ta kolebka, ta wierzbowa) für Frauenchor, 1925, für Stimme und Klavier 1935
- Oj Janicku serdecko für Stimme und Klavier, um 1925
- A wsadzę ja jabłoneczkę für Stimme und Klavier, um 1925
- Córuleńku Anuleńku für Stimme und Klavier, um 1925
- Osa, osa, zimna rosa für Stimme und Klavier, um 1925
- Hejże Maryś rusaj sobą für Stimme und Klavier, 1925
- Czemuż ci mi moja matko für gemischten Chor, 1926
- Za ujazdem czarna rola für gemischten Chor, 1926
- Już się lasy zielenią für gemischten Chor, 1926
- Siedzi zajączek für gemischten Chor, 1926
- Wedle tego Jędrzejeczka für gemischten Chor, 1926
- Pod kominem, scherzino piccolo für gemischten Chor, 1926
- Jechało pacholę für gemischten Chor, 1926
- Pieśni wielkanocne w łatwym układzie für gemischten Chor, 1926
- Chmiel Polski, Hochzeitstanz für Sinfonieorchester, 1927
- Kołysanka bez słów für gemischten Chor, 1927
- Pastorałki für gemischten Chor und Orchester, 1927
- Słowo o Jakubie Szeli für gemischten Chor, 1927
- Pod borem sosna für gemischten Chor, 1927, für Stimme und Klavier 1935, für gemischten Chor und Sinfonieorchester 1952
- Kaczor (Uśnijże mi moje dziecię), Wiegenlied für gemischten Chor, 1927, für Stimme und Klavier 1935
- Trzy utwory religijne w łatwym układzie für gemischten Chor, 1927
- Pieśni wielkopostne w łatwym układzie für gemischten Chor, 1927
- Dzień słowiański für gemischten Chor und Blasorchester, 1928
- Oj ty wolo für gemischten Chor, 1928
- Veni Creator für gemischten Chor oder für Männerchor und Orgel, 1928
- Suita pastoralna für Sprecher, gemischten Chor und Orchester, 1929
- Kolęda w olbrzymim mieście, Rezitation für Chor, Solostimme und Perkussion, 1929
- Muzyka symfoniczna für Orchester
- Rapsod für Orchester und Sprecher, vor 1932
- Hymn na 250. rocznicę odsieczy Wiednia für zwei Singstimmen, 1933
- Zwycięzca für Solostimme, 1933
- Kantata romantyczna für Sopran, gemischten Chor und Sinfonieorchester, 1934
- Mruczkowe bajki für gemischten Chor und zwei Klaviere, 1934
- Kukułecka (Kukułecka kuka, Jasio listy pise) für gemischten Chor, 1934
- A kto ciebie für Stimme und Klavier, 1935
- Koło mego ogródeczka für Stimme und Klavier, 1935
- Liście w ogrodzie für Stimme und Klavier, 1935
- Miała Kasieńka für Stimme und Klavier, 1935
- Są na boru szyszki für Stimme und Klavier, 1935
- Hej żeglajże żeglarze für Stimme und Klavier, 1935
- Hejże ino fijołeczku leśny für Stimme und Klavier, 1935
- Som w stawie rybecki für Stimme und Klavier, 1935, für dreistimmigen Frauenchor 1938, für gemischten Chor und Orchester 1956
- Kołysanka lalek (U naszego synka) für Stimme und Klavier, 1935
- Ballada für Sinfonieorchester, vor 1936
- Oj siadaj, siadaj für gemischten Chor, 1937
- Powiewaj wiatreńku für Frauenchor, 1938
- Kwartet smyczkowy nr 1 Es-dur (Streichquartett), vor 1939
- Deszcz po szybce ścieka für gemischten Chor, 1939
- Na krosnach (Sam od brzega) für Stimme und Klavier, vor 1939
- Na glinianym wazoniku für achtstimmigen gemischten Chor, 1939, für Männerchor 1941, für achtstimmigen gemischten Chor und zwei Klaviere 1946, für Männerchor und Sinfonieorchester 1947
- Powadziły się bieguny für Stimme und Klavier, vor 1939
- Stuku, puku für dreistimmigen Frauenchor, 1939
- Ruta, sinfonische Dichtung für Orchester, 1939
- Kantata żniwna (olimpijska) für achtstimmigen gemischten Chor, 1940–47
- Pastorałka (Pienia aniołów brzmią pod niebiosy; Pójdziemy bracia) für Frauenchor, 1942
- Dwa mazurki für Violine und Klavier, 1942
- W Betleem sławnem für Frauenchor und Klavier oder Orgel, 1942
- Kwartet smyczkowy nr 2 "Jeleniecki", 1943
- Kujawiak-ballada (Miesiączku świeć w okno moje) für achtstimmigen gemischten Chor, 1944
- Psalmodia für gemischten Chor und Orchester, 1944
- Andante d-moll für Streichquartett, vor 1945
- Andante D-dur für Streichquartett und gemischten Chor ad libitum, vor 1945
- Od buczku do buczku für drei Frauen- oder Kinderstimmen, 1945
- Krakowiak Es (Zeszły się jedna z drugą) für gemischten Chor, 1945
- Wlazła na wieżę für gemischten Chor, 1945
- Ma miła dzieweczko für Frauenchor, 1945
- Oj, przyszło mi, przyszło für gemischten Chor, 1945
- Siadaj na wóz für Frauenchor, 1945
- Krakowiak C (Hejże ino po skalmirsku) für Männerchor, 1945
- Młodo pani na cepiecek prosi für Chor mit gleichen Stimmen oder Stimme und Violine, 1945
- Szumi dolina für gemischten Chor oder doppeltes Streichquartett, 1945
- Hosa, hosa für gemischten Chor oder doppeltes Streichquartett, 1945
- Proso (Czyje proso ograniacie) für Frauenchor, 1945, für gemischten Chor 1954
- Ej za dworem na górze für Chor mit gleichen Stimmen oder Stimme und Violine, 1945
- Zarżyjże mi mój koniczku für dreistimmigen Frauen- oder Kinderchor, 1945
- Trzy utwory für Klavier, 1945
- Kasia, Suite für Streichorchester und zwei Klarinetten, 1946
- Zielony gaiku für Stimme und Streichtrio, 1947
- Uważ mamo raz für eine oder zwei Frauenstimmen und Klavier, 1947, für Frauenchor, Klavier und Perkussion 1961
- U sąsiada kalenica spadła für vierstimmigen Frauenchor und Instrumente, 1947 für Frauenchor, Klavier zu vier Händen und Perkussion 1961
- Pochód czasów, rhythmische Lautmalerei, Massenrezitation für Instrumentalensemble und Perkussionsinstrumente, 1947
- Trio für Streicher, Bläser oder gemischtes Ensemble, 1947
- A czemużeś nie przyjechał für gemischen Chor und Sinfonieorchester, 1948
- Kołysanka d-moll für gemischten Chor, 1949, für gemischten Chor und Streichorchester, 1961
- Szła Karolinka für gemischten Chor, 1949
- Kaczki für gemischten Chor, 1949
- W gaiku für gemischten Chor, 1949
- Leluje für gemischten Chor, 1949
- Pieśń pracy für gemischten oder Männerchor, 1949
- Tren (Wokaliza) für Stimme und Klavier, 1949
- Tam na górze jawor stoi für gemischten Chor, 1953
- Pado dysc für gemischten Chor und kleines Instrumentalensemble, 1953
- Pieśni Mickiewiczowskie für gemischten Chor, 1954
- Koncert staromiejski für großes Streichorchester, 1954
- Szyszki, Rondo für Sinfonieorchester, 1954,
- Jesień (Na skrzydłach lipowych śnieg) für Stimme und Klavier, 1955
- Rytmy für Perkussionsensemble, um 1955
- Gołębica, Kantate für Sopran, gemischten Chor und Orchester, 1959–63
- Zawołanie (Millenium) für Blasinstrumente und Perkussion, um 1960
- Zawitał nam dzionek für Frauenchor, 1961
- List do Marc Chagalla, dramatische Rhapsodie für Solostimmen, Sprecher, gemischten Chor und Orchester, 1961
- Po nocnej rosie für Frauenchor, 1961
- Przyleciał gołąbek für Frauenchor, 1961